# Xenosaga I + II
Xenosaga I + II (ゼノサーガ I&II) est un jeu vidéo de rôle développé par Monolith Soft et édité par Namco, sorti en 2006 sur Nintendo DS.
Il s'agit du remake 2D de Xenosaga Episode I: Der Wille zur Macht et Xenosaga Episode II: Jenseits von Gut und Böse.

## Accueil
- Famitsu : 31/40[1]